# جهان أباد عليا (غرغان)
جهان أباد عليا (بالفارسية: جهان‌آباد علیا) هي قرية تقع في غلستان في إيران. يقدر عدد سكانها بـ 220 نسمة .